# سافو كوفاتشيفيتش
سافو كوفاتشيفيتش هو لاعب كرة قدم صربي في مركز الهجوم، ولد في 15 أغسطس 1988 في نوفي ساد في صربيا. لعب مع نادي بروليتر نوفي ساد ونادي سانت غالن.

## وصلات خارجية
- سافو كوفاتشيفيتش على موقع قاعدة بيانات كرة القدم.إي يو (الإنجليزية)
- سافو كوفاتشيفيتش على موقع Soccerway.com (الإنجليزية)
- سافو كوفاتشيفيتش على موقع عالم كرة القدم.نت (الإنجليزية)